# 碳酸鋁
碳酸铝（化学式：Al2(CO3)3）是铝的碳酸盐。一些专家认为铝、镓、铟的简单碳酸盐是否存在仍未知。部分文献中，“碳酸铝”一词仅指代含有一定量碳酸根的铝氧水合物。此外，铝的碱式碳酸盐是存在的，矿物片钠铝石中就含有碱式碳酸铝钠。

## 制备
可溶性碳酸盐中碳酸根离子的碱性足以使铝离子转化为氢氧化铝，自身变为二氧化碳，因而还没有证据表明某种复分解反应会生成Al2(CO3)3。
硫酸铝与铝酸钠在足量碳酸钠存在下，可以析出含有碳酸根的铝氧水合物，其中CO2与Al2O3摩尔比约在1:10左右，视具体工艺特点而定。